# Lesi-tó
A Lesi-tó egy gyűjtőtó a Jád völgyében, a Nyugati-szigethegységben, Bihar megyében.

## Elérhetőség

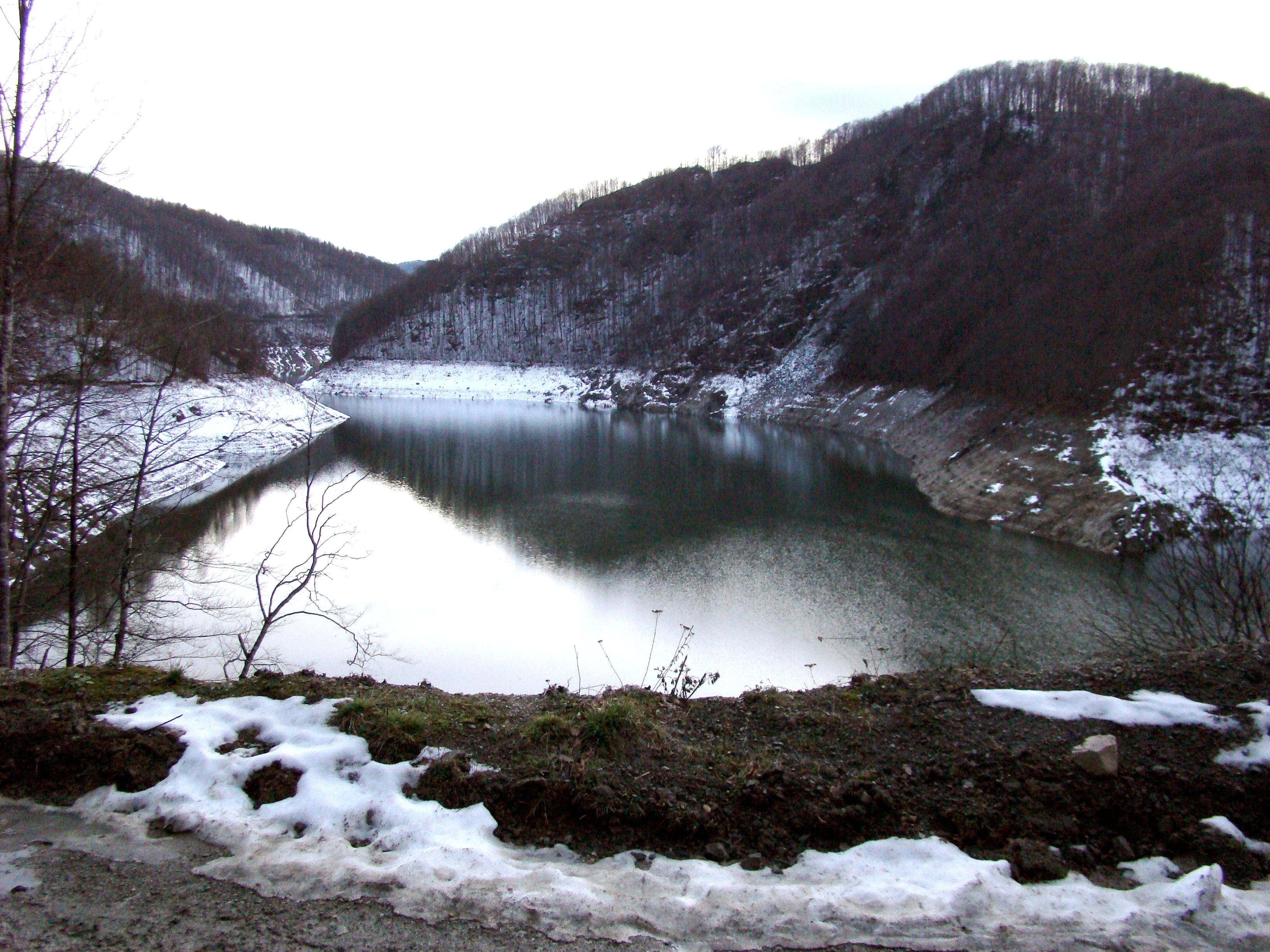
A gyűjtőtó

Kétféleképpen lehet megközelíteni, a Kolozsvár-Nagyvárad országútról, Kolozsvár felől haladva, a Királyhágó előtt, Királyhágó (Bucea) helység után balra letérve, s innen mintegy 20 km a gát, vagy Biharfüredtől úgyszintén mintegy 20 km távolságra van a gát.

## A tó
A tó maga egy gyűjtőtó, amelynek felülete 148 hektár, s a tárolt vízmennyiség, 28,3 millió m³.

A gyűjtőtavat 1973-ban adták át, míg a vízerőművet 1977-ben.

Turisztikai szempontból főleg a tó vége látogatott, amely június és szeptember között üdülőfaluvá alakul át.

## Kirándulóhelyek
A tó közelében több kedvelt kirándulóhely is van, az első, ami pont a tó fölött helyezkedik el, a Bagolykő, innen szép kilátás nyílik a tóra.
A tó végétől Biharfüred fele haladva három vízesés is megcsodálható, az első a Jadolina vízesés, mely pont a főút alatt helyezkedik el.
Második az Őzikeugrató (Szerenád-vízesés), melynek kék kör a turistajelzése és 15-20 perc viszonylag könnyű túra után lehet elérni miután a főútról letértünk.
A harmadik a Menyasszony fátyla, amely szintén a főút mellett van.

A fentieken kívül még kisebb barlangok is találhatóak a tótól nyugatra, ezeket már nehezebb megközelíteni.

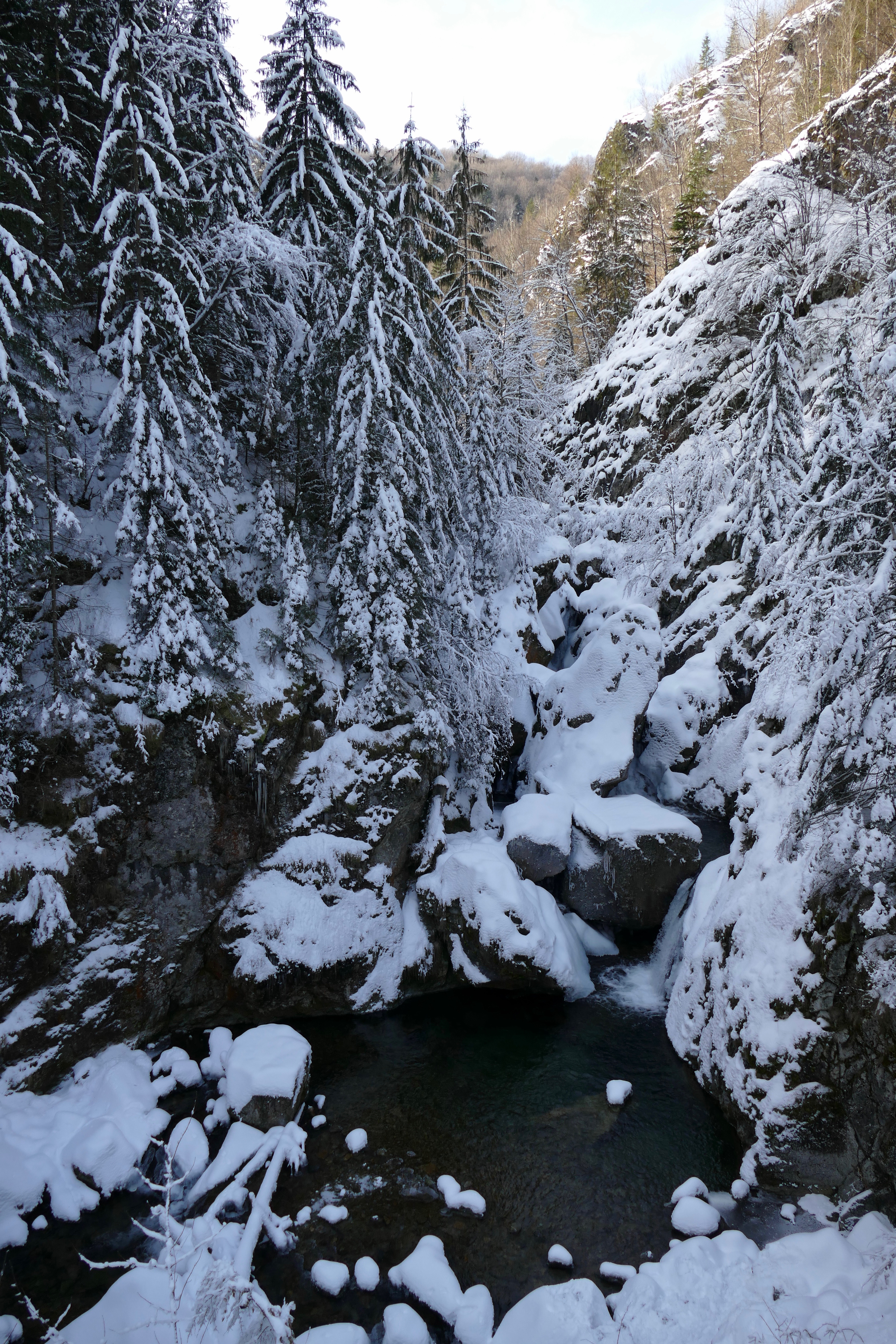
Jadolina vízesés

## Fordítás
Ez a szócikk részben vagy egészben  a   Barajul Leșu című román Wikipédia-szócikk fordításán alapul.  Az eredeti cikk szerkesztőit annak laptörténete sorolja fel. Ez a jelzés csupán a megfogalmazás eredetét és a szerzői jogokat jelzi, nem szolgál a cikkben szereplő információk forrásmegjelöléseként.

## Külső hivatkozások
- http://www.welcometoromania.ro/E60_Oradea_Cluj/E60_Oradea_Cluj_Lacul_Lesu_m.htm
- http://alpinet.org/main/poteci/puncte_ro_t_coada-lacului-lesu_id_2964.html